# No Doubt (álbum de Petra)
No Doubt é o décimo sexto álbum de estúdio da banda Petra, lançado a 26 de Agosto de 1995.
É o último álbum do baixista Ronny Cates e o primeiro do novo tecladista, Jim Cooper. Cooper deu apoio a John Lawry durante alguns anos. Quando Lawry saiu da banda, Cooper ocupou seu lugar como tecladista oficial.
Todas as guitarras de No Doubt foram gravadas pelo guitarrista Bob Hartman, apesar de ele não feito parte da turnê que se seguiu desse álbum.
O disco atingiu o nº 18 do Heatseekers, o nº 91 da Billboard 200 e o nº 2 do Top Contemporary Christian.

## Faixas
Todas as faixas por Bob Hartman, exceto onde anotado
1. "Enter In" – 5:00
2. "Think Twice" – 4:19
3. "Heart of a Hero" (Brian Wooten) – 4:10
4. "More Than a Thousand Words" – 4:58
5. "No Doubt" – 4:54
6. "Right Place" – 3:38
7. "Two Are Better Than One" – 3:43
8. "Sincerely Yours" – 4:16
9. "Think on These Things" – 4:24
10. "For All You're Worth" – 4:14
11. "We Hold Our Hearts Out to You" – 4:11

## Créditos
- David Lichens - Guitarra, vocal
- John Schlitt - Vocal
- Jim Cooper - Teclados, vocal
- Ronny Cates - Baixo, vocal
- Louie Weaver - Bateria
- Bob Hartman - Guitarra (Somente nas gravações)